# Comando da Área Ocidental da RAAF
O Comando da Comando da Área Ocidental foi um de vários comandos geográficos criados pela Real Força Aérea Australiana (RAAF) durante a Segunda Guerra Mundial. Foi formado em Janeiro de 1941 e controlava as unidades da RAAF localizadas na Austrália Ocidental. Com quartel-general em Perth, era responsável pela defesa aérea, reconhecimento aéreo e pela protecção das rotas marítimas adjacentes. As suas aeronaves realizaram operações anti-submarino durante a guerra e atacaram alvos nas Índias Orientais Holandesas durante a campanha de Bornéu em 1945.
O Comando da Área continuou a operar após a guerra, contudo os seus activos materiais e humanos foram muito reduzidos. Em Fevereiro de 1954 as suas responsabilidades foram incorporadas pelos novos comandos funcionais da RAAF: o Home Command, o Comando de Treino e o Comando de Manutenção. O quartel-general do Comando da Área Ocidental foi dissolvido em Novembro de 1956.

## História

### Segunda Guerra Mundial

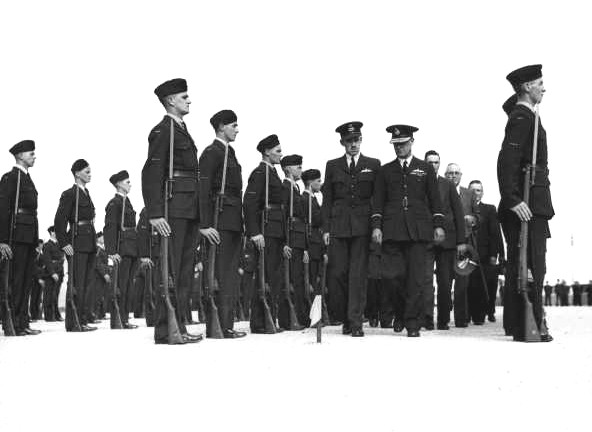
Comodoro De La Rue (primeiro oficial à direita), o comandante inaugural do Comando da Área Ocidental, a inspeccionar pilotos instruendos, c. 1941

Antes da Segunda Guerra Mundial a Real Força Aérea Australiana era pequena o suficiente para que todos os seus elementos fossem controlados directamente pelo quartel-general da RAAF, em Melbourne. Após a guerra iniciar em Setembro de 1939, a força aérea começou a descentralizar a sua estrutura de comando, de acordo com os aumentos esperados em termos humanos, materiais e de unidades. Entre Março de 1940 e Maio de 1941 a RAAF dividiu a Austrália e a Nova Guiné em quatro zonas de comando-e-controlo baseadas na geografia: o Comando da Área Central, o Comando da Área do Sul, o Comando da Área Ocidental e o Comando da Área do Norte. As funções destes comandos eram a defesa aérea, a protecção de rotas marítimas adjacentes e reconhecimento aéreo. Cada um era liderado por um Air Officer Commanding (AOC) responsável pela administração e operações de todas as bases e unidades aéreas dentro da sua Comando da Área.
O Comando da Área Ocidental, com quartel-general em Perth, foi formado no dia 9 de Janeiro de 1941 para controlar todas as unidades da RAAF na Austrália Ocidental. Estas incluíam os esquadrões n.º 14 e 25 e a Escola de Treino Inicial N.º 5 na Base aérea de Pearce; a Escola Treino de Voo Elementar N.º 9 em Cunderdin; e a quase inaugurada Escola de Treino de Voo de Serviço N.º 4 em Geraldton. O quartel-general da RAAF manteve o controlo das unidades da Austrália Ocidental até à formação do comando. O AOC inaugural do Comando da Área Ocidental foi o capitão de grupo (comodoro em funções) Hippolyte "Kanga" De La Rue. O seu oficial sénior do estado-maior era o capitão de grupo Alan Charlesworth. O pessoal do quartel-general era composto por quarenta e um elementos, incluindo quinze oficiais. O Esquadrão N.º 14, que operava aviões Lockheed Hudson, e o Esquadrão N.º 25, com aviões CAC Wirraways, ficaram responsáveis pela escolta de comboios e patrulha anti-submarino. Pouco após assumir o comando, De La Rue pressionou o quartel-general da RAAF por uma força de hidroaviões Catalina de longo alcance para reforçar o Esquadrão N.º 14, contudo não lhe foi disponibilizada uma única aeronave.
Em meados de 1941 o quartel-general da RAAF decidiu formar unidades de treino nos estados do sul e do leste em grupos semi-geográficos e semi-funcionais separados dos comandos. Isso levou ao estabelecimento, em Agosto, do Grupo de Treino N.º 1 em Melbourne, cobrindo Victoria, Tasmânia e Austrália do Sul, e do Grupo de Treino N.º 2 em Sydney, cobrindo Nova Gales do Sul e Queensland. Ao mesmo tempo, ao Comando da Área Central foi dissolvido e as suas responsabilidades divididas entre os comandos Sul e Norte, e o Grupo de Treino N.º 2. O Comando da Área Ocidental, único entre os pares, manteve a responsabilidade pelo treino na sua área, bem como pelas operações e manutenção. Em Novembro de 1941 todas as aeronaves disponíveis dos esquadrões n.º 14 e 25, bem como oito aeronaves Avro Ansons da Escola de Treino de Voo de Serviço N.º 4, participaram da busca do HMAS Sydney depois deste ter sido afundado pelo navio mercante armado alemão Kormoran; um Hudson e um Anson localizaram cada um botes salva-vidas com a tripulação de Kormoran.

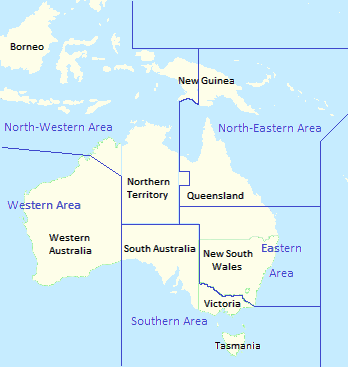
Os Comandos de Área da RAAF em Novembro de 1942; os limites do Comando da Área Ocidental permaneceram em vigor até à transição para um sistema de comando funcional que começou em 1953

Em Janeiro de 1942 o Comando da Área do Norte foi dividido no Comando da Área Noroeste e no Comando da Área Nordeste, com o objectivo de melhor combater a ameaça japonesa no norte da Austrália e na Nova Guiné, respectivamente, após a eclosão da Guerra do Pacífico. Em Maio um novo Comando da Área, o oriental, foi criado para controlar as unidades em Nova Gales do Sul e no sul de Queensland. Por necessidade geográfica, as responsabilidades operacionais dos comandos do sul da RAAF concentravam-se na patrulha marítima e na guerra anti-submarina, enquantos comandos do norte concentravam-se na defesa aérea e no bombardeio ofensivo. As aeronaves do Comando da Área Ocidental fizeram o seu primeiro ataque submarino no dia 2 de Março, contudo rapidamente souberam que estavam a atacar o USS Sargo, que não se identificou antes do ataque; o submarino americano ficou danificado, mas conseguiu continuar a viagem para Fremantle. A identificação de navios amigos era um problema contínuo; as patrulhas da RAAF frequentemente tinham que partir sem os últimos relatórios de inteligência naval sobre o transporte aliado, e os navios podiam, em qualquer caso, desviar-se das suas rotas planeadas. Muitas vezes, era difícil para os observadores em aeronaves em movimento rápido distinguir as bandeiras aliadas num navio, e as tripulações dos navios nem sempre reconheciam imediatamente as aeronaves da RAAF, mesmo quando estas empregavam os faróis de identificação de modo a serem identificadas.
O Esquadrão N.º 35, com aeronaves de Havilland Fox Moth e DH.84 Dragon, foi formado sob o controlo do Comando da Área Ocidental em Pearce no dia 4 de Março de 1942. Pouco tempo depois, a 16 de Março e também em Pearce, foi formado o Esquadrão N.º 77, equipado com caças P-40 Kittyhawk; no momento da sua criação, era o único esquadrão de caças disponível para defender Perth e Fremantle, e De La Rue trabalhou arduamente para prepará-lo para as futuras operações. A 2 de Maio o quartel-general do Sector de Caça N.º 6 tornou-se operacional. No mesmo mês, o Comando Aéreo propôs a criação do Grupo N.º 3 e do Grupo N.º 8 para controlarem, respectivamente, as unidades de treino e manutenção na Austrália Ocidental, contudo, embora o projecto tenha sido aprovado pelo governo federal não chegou a concretizar-se. Por volta de 31 de Maio os efectivos do quartel-general do Comando da Área Ocidental totalizavam 247 elementos, incluindo 76 oficiais.
A partir de 20 de Abril de 1942 a autoridade operacional sobre a infraestrutura de combate da RAAF, incluindo os comandos, foi investida no recém-criado Quartel-General das Forças Aéreas Aliadas sob o Comando da Área do Sudoeste do Pacífico (SWPA). Alguns ajustes dos limites do Comando da Área Ocidental ocorreram em Agosto: o Comando da Área Noroeste, além de controlar o Território do Norte, recebeu a responsabilidade pela porção da Austrália Ocidental ao norte de uma linha traçada a sudeste de Yampi Sound até à fronteira do Território do Norte. Mais tarde, no mês de Setembro de 1942, deu-se a formação do Comando da RAAF, liderado pelo vice-marechal do ar Bill Bostock, com o objectivo de supervisionar a maioria das unidades aéreas australianas no SWPA. Bostock exerceu o controlo das operações aéreas através dos comandos, embora o quartel-general da RAAF continuasse a deter autoridade administrativa sobre todas as unidades australianas. Em Novembro, começou a construção de um aeródromo sob o controlo do Comando da Área Ocidental em Corunna Downs, perto de Port Hedland. Sendo a base aérea da Austrália mais próxima de Surabaia, serviria como ponto de partida para bombardeiros aliados com destino a alvos nas Índias Orientais Holandesas, permitindo-lhes evitar zonas onde poderiam encontrar caças japoneses entre o Território do Norte e Java. De la Rue entregou a chefia do comando ao comodoro Raymond Brownell em Dezembro de 1942; no final deste mês, o quartel-general contava com um efectivo de 488 elementos, incluindo 95 oficiais.

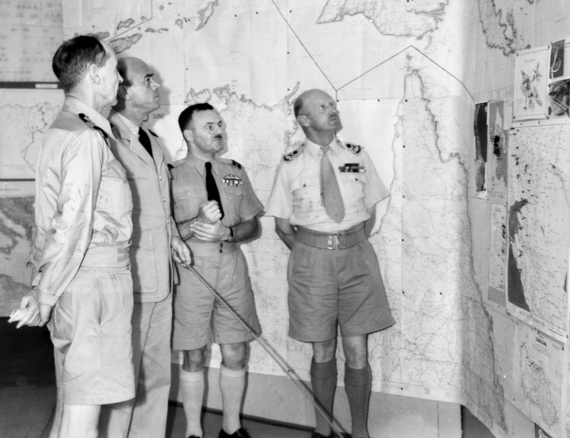
O comodoro Brownell (segundo à direita), o tenente-general Bennett (primeiro à direita) e oficiais navais aliados a discutir sobre um mapa de situação da SWPA, em Fevereiro de 1943

Em Abril de 1943, o Comando da Área Ocidental controlava quatro unidades de combate: o Esquadrão N.º 14, com bombardeiros de reconhecimento Bristol Beaufort a partir de Pearce, o Esquadrão N.º 25, dedicado a missões de bombardeamento de mergulho com aviões Wirraway, também a partir de Pearce, o Esquadrão N.º 76, equipado com caças P-40 Kittyhawk em Potshot (Golfo de Exmouth), e o Esquadrão N.º 85, que operava caças CAC Boomerang de Pearce. O Comando da Área Ocidental foi também capaz de empenhar as aeronaves Catalina da Asa de Patrulha N.º 10 da Marinha dos EUA, com base em Crawley, para missões de reconhecimento e anti-submarino. Os Beaufort e Catalina voaram várias centenas de patrulhas marítimas durante 1943. Em Março de 1944 o Comando da Área Ocidental entrou em alerta máximo em resposta às preocupações de que uma força naval japonesa invadiria a Austrália Ocidental. Perth foi reforçada com os esquadrões n.º 452 e 457, e o Golfo de Exmouth com os esquadrões n.º 18, 31 e 120, contudo não se deu nenhum ataque japonês e as unidades foram orientadas a regressar às suas bases. A meio do ano a Marinha dos EUA retirou a Asa de Patrulha N.º 10, reduzindo a capacidade do Comando da Área Ocidental de realizar reconhecimento marítimo de longo alcance; assim, os quinze aviões Beaufort ainda operacionais do Esquadrão N.º 14 tiveram que fazer patrulhas de até 22 horas de duração para procurar submarinos alemães reportados na área. A partir de 31 de Maio de 1944, o efectivo do quartel-general do Comando da Área Ocidental era de 686 elementos, incluindo 118 oficiais.
Depois de ser reequipado com bombardeiros de mergulho Vultee Vengeance em Agosto de 1943, o Esquadrão N.º 25 mudou-se de Pearce para Cunderdin em Janeiro de 1945 e passou a operar bombardeiros pesados B-24 Liberator. Estes bombardeiros foram empregues na patrulha anti-submarina do Cabo Leeuwin no final daquele mês, devido às aeronaves do Esquadrão N.º 14 estarem totalmente comprometidas em outras missões. Entre Abril e Julho o Esquadrão N.º 25 representou a contribuição do Comando da Área Ocidental para a Campanha de Bornéu, apoiando as invasões aliadas de Tarakan, Labuan-Brunei e Balikpapan. Atravessando Corunna Downs, os bombardeiros atacaram aeródromos japoneses nas Índias Orientais Holandesas que estavam no alcance de Tarakan até ao dia dos desembarques, a 1 de Maio. Eles bombardearam Malang, perto de Surabaia, na noite anterior ao desembarque em Labuan e realizaram ataques diurnos contra Java no período que antecedeu a operação Balikpapan que começou no dia 1 de Julho. O Esquadrão N.º 14 havia cessado as suas patrulhas anti-submarino regulares a 23 de Maio após o fim das hostilidades na Europa, mas permaneceu em estado de prontidão caso algum submarino ainda estivesse activo. Em Julho de 1945, Brownell foi nomeado para comandar o recém-formado Grupo N.º 11 em Morotai; ele entregou a liderança do Comando da Área Ocidental ao seu oficial superior do estado-maior, o capitão de grupo Colin Hannah, que se manteve nesta função temporariamente até ao final da guerra.

### Actividade pós-guerra e dissolução
A 2 de Setembro de 1945, após o fim da Guerra do Pacífico, a Área do Sudoeste do Pacífico foi dissolvida e o Comando Aéreo assumiu novamente o controlo total de todos os seus elementos operacionais. Em Outubro, Hannah entregou o comando ao capitão de grupo Douglas Wilson. A força aérea encolheu drasticamente com a desmobilização; muitas unidades de guerra viram o estabelecimento de prazos para a sua dissolução em vários estágios, incluindo esquadrões de bombardeiros de reconhecimento até ao final de 1945, e outras unidades de bombardeiros até Setembro de 1946. Em Dezembro de 1945 o Esquadrão N.º 14 foi dissolvido em Pearce. Já o Esquadrão N.º 25 repatriou ex-prisioneiros de guerra das Índias Orientais Holandesas para a Austrália, uma missão que decorreu até Janeiro de 1946; a unidade foi então dissolvida em Julho daquele ano. Wilson foi colocado na lista de aposentamentos em Fevereiro de 1946, e Hannah assumiu novamente o comando temporário do Comando da Área Ocidental até ser enviado para a Grã-Bretanha em Outubro daquele ano. O capitão de grupo Bill Garing assumiu o cargo de comandante no mês seguinte, altura pela qual o efectivo do quartel-general era composto por 117 elementos, incluindo 31 oficiais.

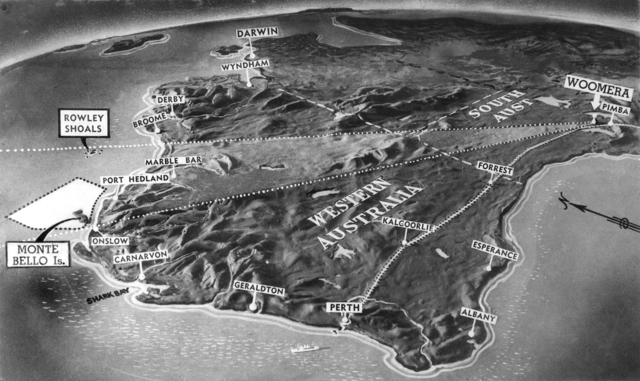
O comodoro Hely coordenou o apoio da RAAF para o teste atómico britânico realizado em Montebello, na Austrália Ocidental, em Outubro de 1952

Em Setembro de 1946, o Chefe do Estado-Maior Aéreo, o vice-marechal do ar George Jones, propôs reduzir os cinco comandos existentes (Noroeste, Nordeste, Oriental, Sul e Ocidental) para três: um a norte, cobrindo Queensland e Território do Norte; um oriental, cobrindo Nova Gales do Sul; e outro a sul, cobrindo a Austrália Ocidental, Austrália do Sul, Victoria e Tasmânia. O governo australiano rejeitou o plano e os limites das áreas dos comandos da guerra permaneceram essencialmente no seu lugar. Em Abril de 1948 o Esquadrão N.º 25 foi reformado como uma unidade da reserva em Pearce, ficando a operar caças P-51 Mustang e, mais tarde, caças de Havilland Vampire. Além de treinar reservas, o esquadrão era responsável pela defesa aérea da Austrália Ocidental. Garing entregou o comando em Novembro de 1948 e, até ao final do mês, o efectivo do quartel-general do Comando da Área Ocidental contava com 14 elementos, incluindo 7 oficiais.
Em Outubro de 1951 o capitão de grupo Bill Hely assumiu a chefia do comando. Durante a Operação Hurricane, o teste atómico britânico nas Ilhas Montebello em Outubro de 1952, Hely coordenou o apoio aéreo, incluindo voos de abastecimento e observação com aviões Dakota da Asa N.º 86. Ele completou o seu mandato como AOC em Setembro de 1953, quando o efectivo do quartel-general era de 31 elementos, incluindo 15 oficiais.
A partir de Outubro de 1953 a RAAF foi reorganizada de um sistema de comando-e-controlo com base na geografia para um baseado em função. Em Fevereiro de 1954 as organizações funcionais recém-constituídas — o Home Command, o Comando de Treino e o Comando de Manutenção — assumiram o controlo de todas as operações, treino e manutenção, respectivamente, do Comando da Área Ocidental. Esta continuou a existir mas apenas, de acordo com o Melbourne Argus, como um dos "pontos de controlo remoto" do Home Command. O quartel-general do comando foi dissolvido no dia 30 de Novembro de 1956.

## Ordem de batalha
No dia 30 de Abril de 1942, a ordem de batalha do Comando da Área Ocidental compreendia:
- Estação de Pearce
  - Esquadrão N.º 14 (reconhecimento geral)
  - Esquadrão N.º 25 (uso geral)
  - Esquadrão N.º 35 (transporte)
  - Esquadrão N.º 77 (combate aéreo)
- Quartel-general do Sector de Caça N.º 6, em Perth